# Фурман, Ашрита
Ашрита Фурман (англ. Ashrita Furman; род. 16 сентября 1954, Бруклин, Нью-Йорк) — многократный рекордсмен Книги рекордов Гиннесса. По состоянию на 2017 год Фурман установил более 600 официальных рекордов и в настоящее время владеет 530 рекордами, таким образом, удерживая мировой рекорд Гиннесса по количеству установленных мировых рекордов Гиннесса.

## Ранние годы
Кит Фурман родился в Бруклине 16 сентября 1954 года. Впервые познакомился с Книгой рекордов Гиннесса, будучи ребёнком, однако, по собственным словам, никогда не думал о том, что когда-нибудь сможет побить какой-либо рекорд, так как был очень неатлетичен.
В юности начал активно интересоваться религией, в 1970 году стал вегетарианцем и последователем учения индийского духовного лидера Шри Чинмоя.
Шри Чинмой вдохновил Фурмана на участие в 24-часовой велогонке в Центральном парке Нью-Йорка в 1978 году.
Перед соревнованием он усиленно тренировался в течение двух недель, в итоге заняв в гонке третье место, проехав 405 миль (652 км). Примерно в это же время он сменил своё имя на Ашрита, что на санскрите означает «защищённый Богом».

## Первый рекорд
В 1979 году Фурман установил свой первый официальный рекорд, выполнив 27 000 прыжков. В 1986 году Фурман установил рекорд по прыжкам на тренажёре «Кузнечик» под водой и представил его публике в рамках телепрограммы «Доброе утро, Америка» в День дураков первого апреля.

## Бизнес
В 1982 году Фурман открыл в Нью-Йорке собственный магазин продуктов для здорового питания, которым владеет и в настоящее время.

## Международная известность
По состоянию на 2014 год Фурман установил рекорды более чем в 40 странах мира, включая Австралию, Китай, Великобританию, Камбоджу, Индонезию, Францию и Египет.

## Деятельность в настоящее время
Фурман является новатором в установлении ряда рекордов, в том числе жонглировании под водой (2002), а также в изготовлении крупнейшего в мире карандаша длиной 76 футов (23 м) и весом 22 000 фунтов. Карандаш был изготовлен за три недели в качестве подарка на день рождения учителю Шри Чинмою 27 августа 2007 года. Позже карандаш был перевезён в Городской музей в Сент-Луисе.
В 1991 году Фурман на специально построенной лодке проплыл 1500 миль (2400 км) в течение 16 дней на острове Бали.
В апреле 2009 года Ашрита стал первым в истории человеком, которому удалось установить 100 рекордов Гиннесса.

## Некоторые рекорды Фурмана
- Рекорд прыжков (jumping jacks[англ.]) за 1 минуту: 61[13][14][15].
  - Рекорд подбрасывания мячика для пинг-понга ракеткой: 3 часа 7 секунд[13].
  - Самая быстрая миля на мяче: 15 минут и 3 секунды[13].